# Motta de' Conti
Motta de' Conti é uma comuna italiana da região do Piemonte, província de Vercelli, com cerca de 851 habitantes. Estende-se por uma área de 11 km², tendo uma densidade populacional de 77 hab/km². Faz fronteira com Candia Lomellina (PV), Caresana, Casale Monferrato (AL), Langosco (PV), Villanova Monferrato (AL).

## Demografia
| Variação demográfica do município entre 1861 e 2011                               |
|                                                                                   |
| Fonte: Istituto Nazionale di Statistica (ISTAT) - Elaboração gráfica da Wikipedia |